# Perramus
Perramus es una historieta argentina escrita por Juan Sasturain e ilustrada por Alberto Breccia. La historia está ambientada durante la última dictadura cívico-militar (1976 - 1983). Es considerada por muchos un exponente clásico del género, en especial en parte de Sudamérica.

## Trayectoria editorial
Fue publicada en la revista Fierro en 1985. Poco después de su publicación fue premiada por la ONG de Derechos Humanos Amnistía Internacional.

## Sinopsis

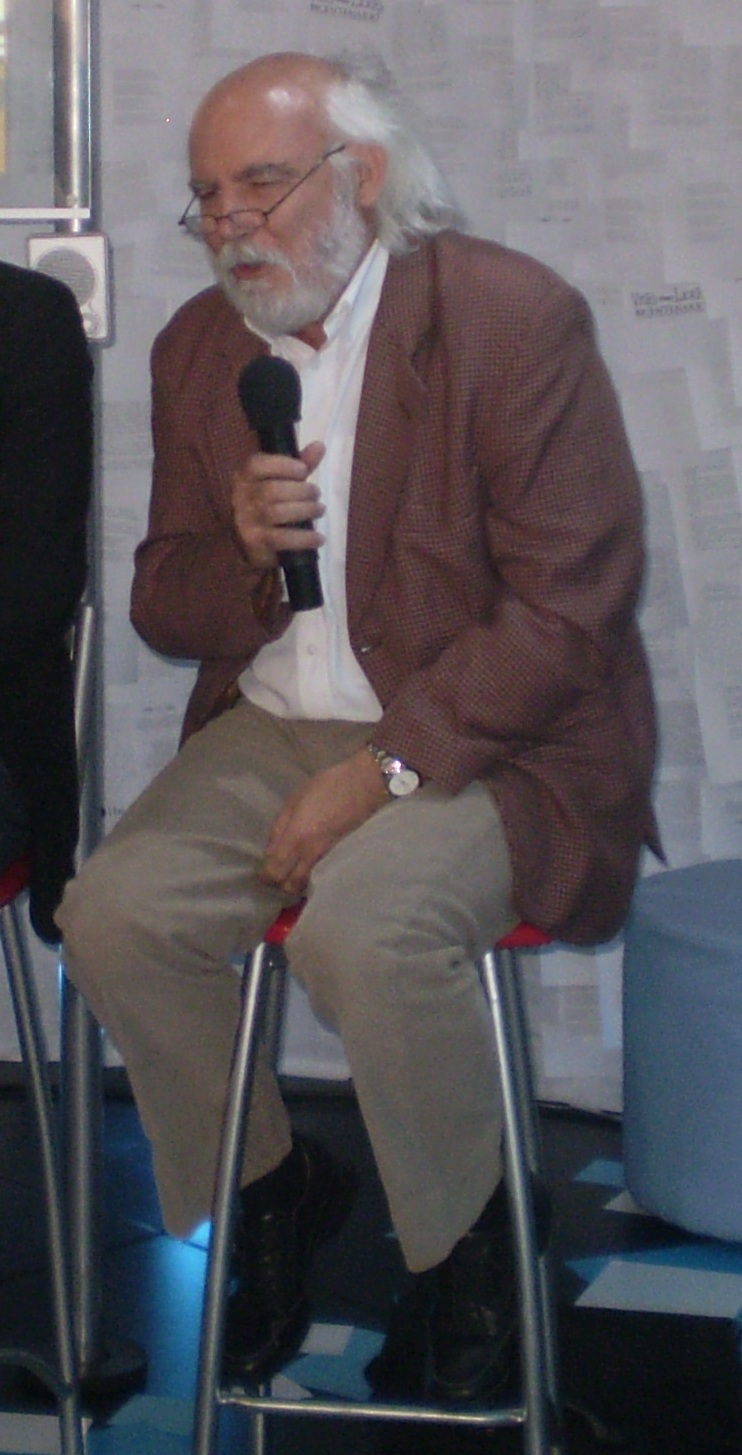
Juan Sasturain, guionista de Perramus

El hombre sin nombre, "Perramus" (no es más que una marca de gabardinas), se descubre un día sin memoria, enfrentado al trabajo de deshacerse de los muertos de una dictadura, que puede ser la chilena de Augusto Pinochet o la argentina de Galtieri. Logra huir, antes de pasar a la lista de desaparecidos, junto con un uruguayo de nombre "Canelones", recorre un litoral donde campea la ficción más absurda (un bombardero abandonado junto a su piloto, políticos yankis disfrutando del tropical país de las mil maravillas, cineastas que sólo venden adelantos de películas que nunca se hacen, etc.).

## Temática
La historieta de Sasturain y Breccia intenta mostrar desde la ficción un período oscuro de la historia argentina y latinoamericana, con toda la carga de muerte y miseria que eso presupone.
Así transcurre Perramus, en un descubrir la América secreta que fluye entre los estertores de una dictadura y una democracia falaz; hasta el encuentro con un Borges más comprometido en lo político, un Borges guerrillero que no deja, por cierto, de ser el viejo taciturno, casi ciego, que vivía para los libros.